# Frederik Obermaier

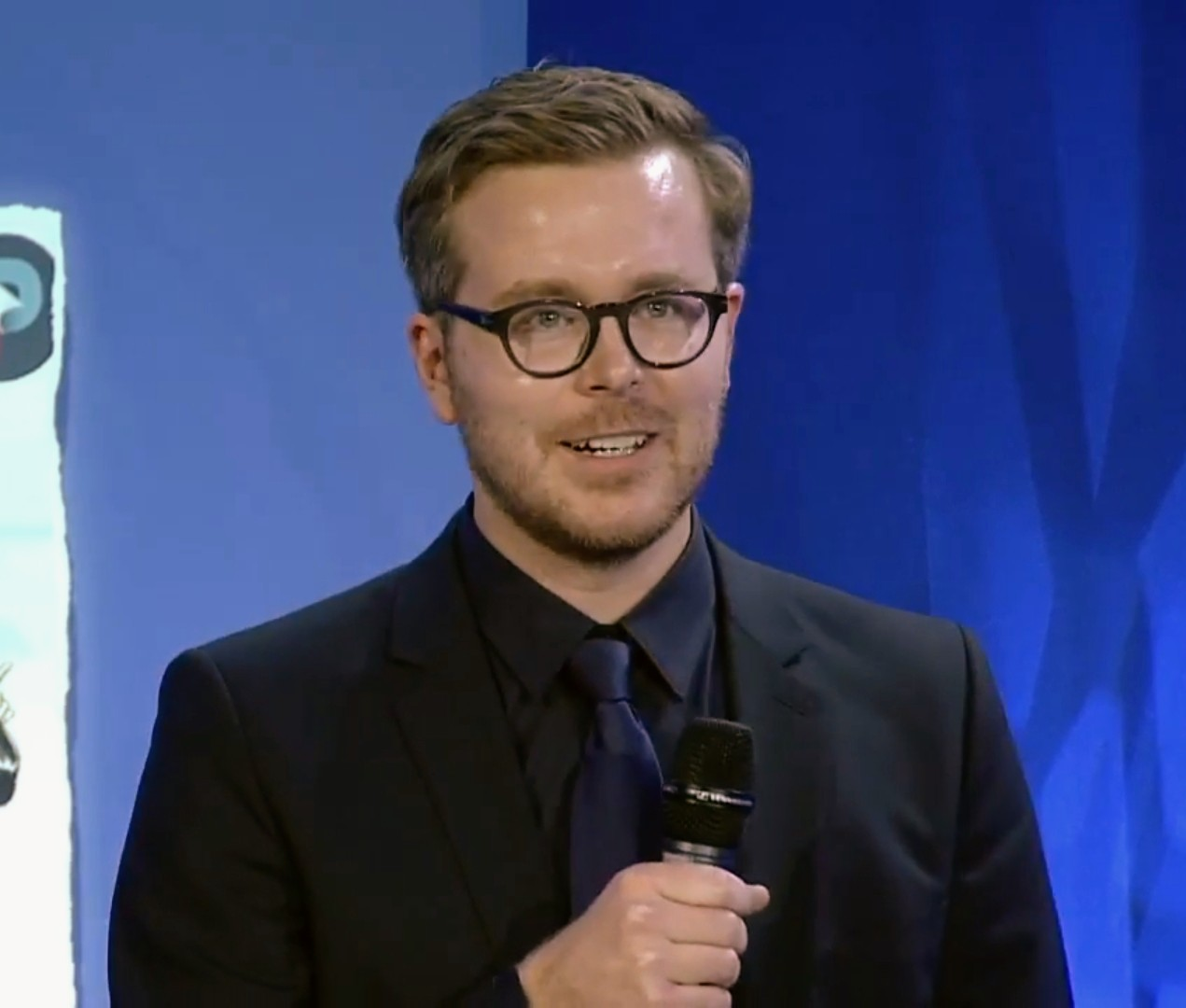
Frederik Obermaier, 2016

Frederik Obermaier (nacido en 1984) es un periodista de investigación en Alemania. Es miembro del Consorcio Internacional de Periodistas de Investigación.

## Panama Papers
Obermaier trabajó para el periódico alemán Süddeutsche Zeitung. Su fama llegó con los Panama Papers (papeles de Panamá) que revelaron el ocultamiento de propiedades de empresas, activos, ganancias y evasión tributaria de jefes de Estado y de gobierno, líderes de la política mundial personas políticamente expuestas y personalidades de las finanzas, negocios, deportes y arte. Obermaier y su collega Bastian Obermayer recibieron 2,6 terabytes de información por parte de una fuente identificado con el seudónimo de John Doe. 